# Aspidoscelis tigris
Aspidoscelis tigris es una especie de lagarto del género Aspidoscelis, familia Teiidae, orden Squamata.

## Distribución
Se distribuye por América del Norte: Estados Unidos (California) y México (Baja California, Sonora, Chihuahua, Sinaloa, Zacatecas).

## Taxonomía
Fue descrita por Baird & Girard en 1852.
Tratamiento taxonómico
La especie aparece registrada y publicada en Characteristics of some new reptiles in the Museum of the Smithsonian Institution. Proc. Acad. Nat. Sci. Philadelphia 6: 68-70.